# Henry Vianden

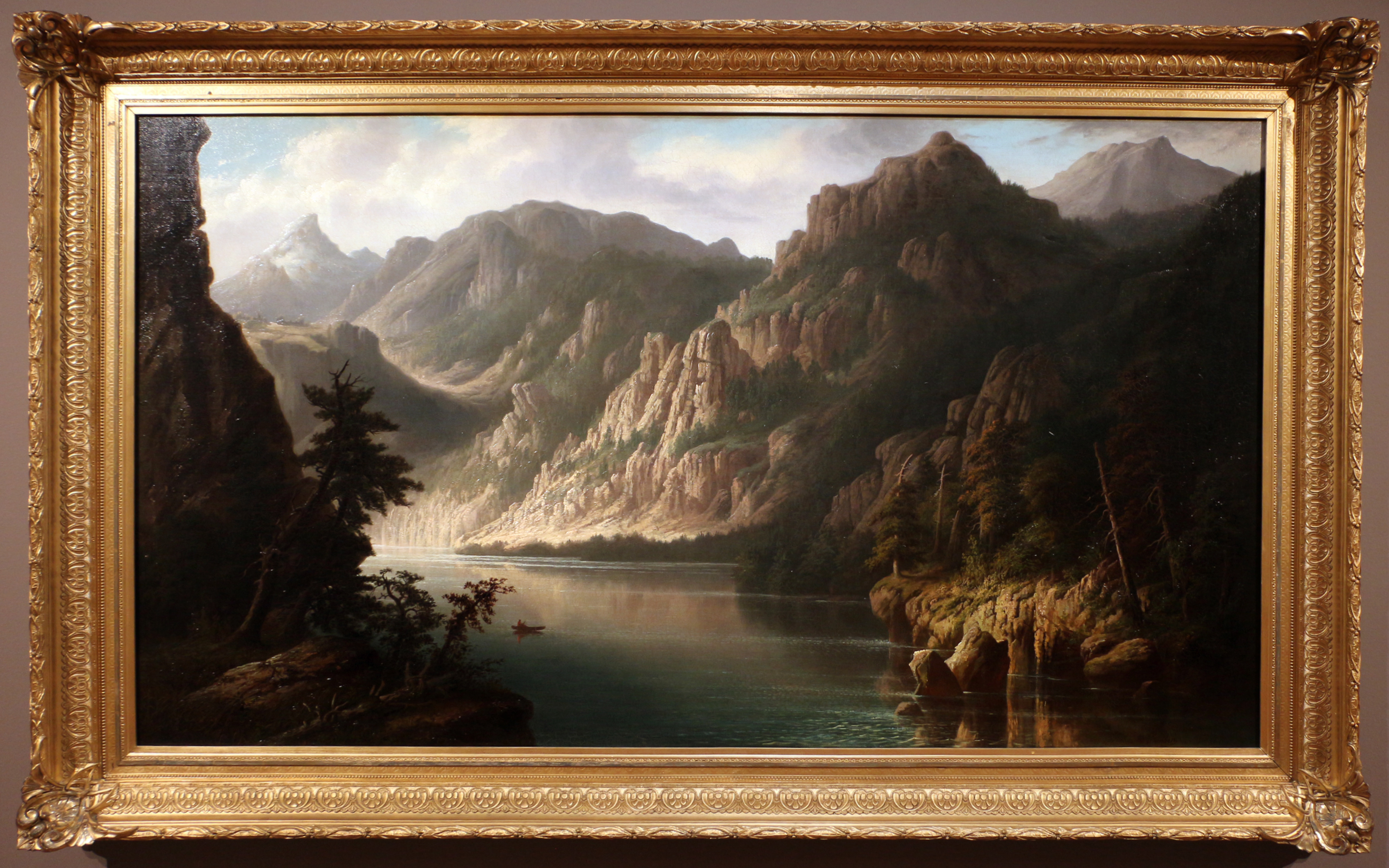
Paysage

Henry Vianden, geborener Heinrich Vianden (* 9. Juli 1814 in Poppelsdorf; † 5. Februar 1899 bei Milwaukee) war ein deutschamerikanischer Maler, Lithograf und Kupferstecher. Unter Freunden trug er den Spitznamen „The Bear“ (dt.: „Der Bär“) und wird oft als „Vater der Wisconsiner Kunst“ bezeichnet.

## Leben
Vianden, einziges Kind des Keramikmalers Wilhelm Joseph Vianden (1788–1818) und dessen Frau Anna Maria, geborene Weyh (1788–1866), war fünf Jahre alt, als sein Vater verstarb. Mit 14 Jahren machte er die Ausbildung zum Goldschmied und studierte von 1838 bis 1841 an der Königlichen Akademie der Bildenden Künste in München. Ab 1844 stellte er seine Bilder erstmals in Köln aus und setzte im gleichen Jahr seine künstlerische Ausbildung für anderthalb Jahre in Antwerpen fort. In Belgien arbeitete er auch mit Frans-Andries Durlet zusammen. 1845 kehrte er zurück nach Deutschland und lebte dort in Köln (Große Brinkgasse 11). Im November 1848 heiratete er seine erste Frau Magdalena Krüppel (* 1811), die Tochter eines Zülpicher Dorfarztes. Sie gebar im später vier Kinder, die alle in ihrer Kindheit verstarben.
Mit ihr zusammen verließ er Mai 1849 Deutschland und erreichte die Vereinigten Staaten am 4. Juli in New York City, wo die beiden für ein paar Wochen verblieben, bevor sie nach Wisconsin zogen, sich dort zunächst in der Gegend von Burlington aufhielten und im Oktober 1849 dann in Milwaukee die US-amerikanische Staatsbürgerschaft beantragten. Im Dezember stellte er in Milwaukee erstmals aus und im Mai 1850 zog er mit seiner Frau in einen mittlerweile eingemeindete Vorort. In der Nähe seines Hauses unterrichtete er Freilandmalerei. In der Stadt selbst hatte er ein Studio in einem kleinen Ladengebäude in der 111 Mason Street, in dem er ebenfalls auch lehrte. Zusätzlich unterrichtete er an den beiden nicht konfessionsgebundenen Privatakademien German-English Academy von Peter Engelmann (heute: University School of Milwaukee) und German, French, and English Academy von Mathilde Franziska Anneke. Einige seiner Schüler wurden namhafte Künstler, darunter beispielsweise Carl von Marr, Robert Koehler, Frank Enders, Robert Schade und Susan Stuart Frackelton.
Am 5. Juni 1860 verließ ihn seine erste Frau und ging zurück nach Deutschland. Am 1. November 1861 beantragte er beim Milwaukeer Landgericht die Scheidung, der am 15. Februar 1862 stattgegeben wurde. 1867 heiratete er seine zweite Frau, die deutsche Fredericka Wollenzien (1837–1897). Die Ehe blieb kinderlos.
Vianden verstarb im Alter von 85 Jahren an einer Pleuritis-Erkrankung. Einen Teil seines Landes verkaufte er zu Lebzeiten an den Forest Home Cemetery von Milwaukee, auf dem sein Leichnam bestattet wurde. Sein Haus, das sich in der südwestlichen Ecke des Friedhofs befand, wurde 1922 abgerissen.